# Frühlingslied, WAB 68
Frühlingslied (Chanson de printemps), WAB 68, est un lied composé par Anton Bruckner en 1851 pour la fête du nom d'Aloisia Bogner.

## Historique
Bruckner composa le lied sur un texte de Heinrich Heine en 1851, pour "la fête du nom d'une rose de printemps éclose" (dem Nahmensfeste einer auflblühenden Frühlingsrose), Aloisia Bogner, élève de Bruckner, âgée de 16 ans,,,, pour qui il a également composé Der Mondabend et les œuvres pour piano Lancier-Quadrille, WAB 120, et Steiermärker, WAB 122.
Le manuscrit est archivé au Oberösterreichisches Landmuseum de Linz,. Le lied, qui a d'abord été publié dans le Volume II/2, pp. 44-46 de la biographie Göllerich/Auer, est édité dans le Volume XXIII/1, no 1 de la BrucknerGesamtausgabe.

## Texte
Frühlingslied est basé sur un texte de Heinrich Heine, avec une modification mineure : 
| Leise zieht durch mein Gemüt Liebliches Geläute. Klinge, kleine Frühlingslied, Kling hinaus ins Weite. Kling hinaus bis an sein Haus, Wo die Blumen sprießen, Wenn du eine Rose schaust, Sag, ich lass' dich grüßen. | Des sons agréables Pénètrent doucement mon âme. Résonne, petite chanson de printemps, Retentis au loin. Retentis jusqu'à sa maison, Où les fleurs éclosent, Quand tu regardes une rose, Dis-lui : « Je te salue. » |

## Composition
Le lied de 24 mesures en la majeur est composé pour voix soliste et piano. Cette pièce facile d'exécution n'a aucune relation avec le Frühlingslied dr Mendelssohn. La partition vocale est notée cantabile et l'accompagnement de piano utilise une figuration continue.

## Discographie
Il y a deux enregistrements du Frühlingslied :
- Robert Holzer (basse), Thomas Kerbl (piano), Anton Bruckner Lieder/Magnificat – CD : LIVA 046, 2011. NB : transposé en fa majeur[7].
- Elisabeth Wimmer (soprano), Daniel Linton-France (piano) sur le CD – Gramola 99195 : Bruckner, Anton – Böck liest Bruckner I, 3 octobre 2018

## Sources
- August Göllerich, Anton Bruckner. Ein Lebens- und Schaffens-Bild, c. 1922 1922 – édition posthume par Max Auer, G. Bosse, Ratisbonne, 1932
- Anton Bruckner – Sämtliche Werke, Band XXIII/1: Lieder für Gesang und Klavier (1851-1882), Musikwissenschaftlicher Verlag der Internationalen Bruckner-Gesellschaft, Angela Pachovsky (Éditeur), Vienne, 1997
- Cornelis van Zwol, Anton Bruckner 1824-1896 – Leven en werken, uitg. Thot, Bussum, Pays-Bas, 2012.  (ISBN 978-90-6868-590-9)
- Uwe Harten, Anton Bruckner. Ein Handbuch. Residenz Verlag, Salzbourg, 1996.  (ISBN 3-7017-1030-9).
- Crawford Howie, Anton Bruckner - A documentaire biography, édition révisée en ligne